# Séptima Avenida Suroeste
La 7.ª Avenida Suroeste es una avenida de dirección norte–sur en el cuadrante suroeste de la ciudad de Managua, Nicaragua. Su trazado conecta varios barrios tradicionales del centro-oeste de la capital y sirve como vía de circulación intermedia entre avenidas paralelas.

## Trazado
Inicia al norte desde la intersección con la Pista Gaza en las cercanías del barrio Altagracia, avanzando hacia el sur por zonas residenciales y comerciales. Intersecta con calles principales como la 5.ª y 9.ª Calles Suroeste, cruza el sector del Barrio 380 y finaliza en la intersección con la Pista Juan Pablo II, en las proximidades de la Rotonda El Periodista.

## Barrios que atraviesa
- Altagracia
- Reparto Schick
- Bóer
- Carlos Fonseca